# 博多人形
博多人形（はかた にんぎょう）は、福岡県の伝統工芸品の一つ。福岡市の博多地区で作られてきた。現在では博多地区外でも多く製作される。経済産業大臣指定伝統的工芸品の一つ。

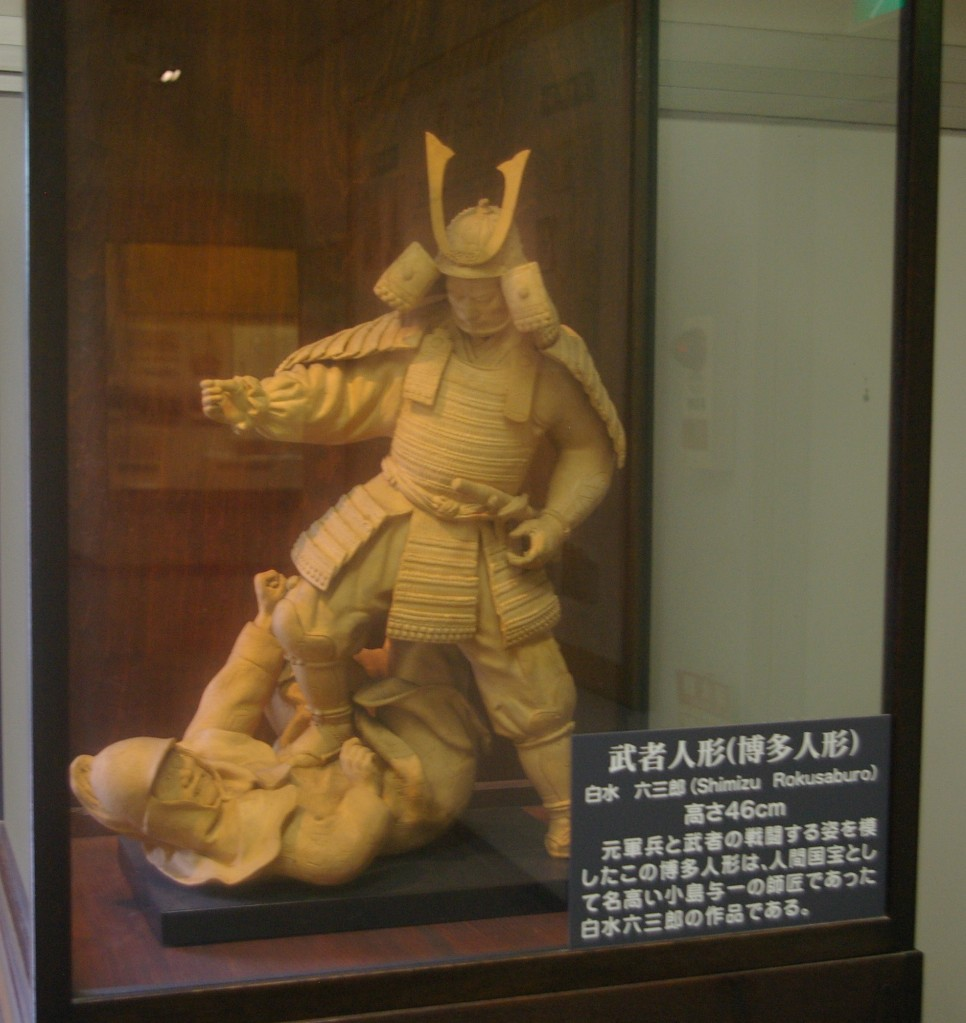
侵略者を懲らしめる鎌倉武士(白水六三郎作)
「元寇史料館」

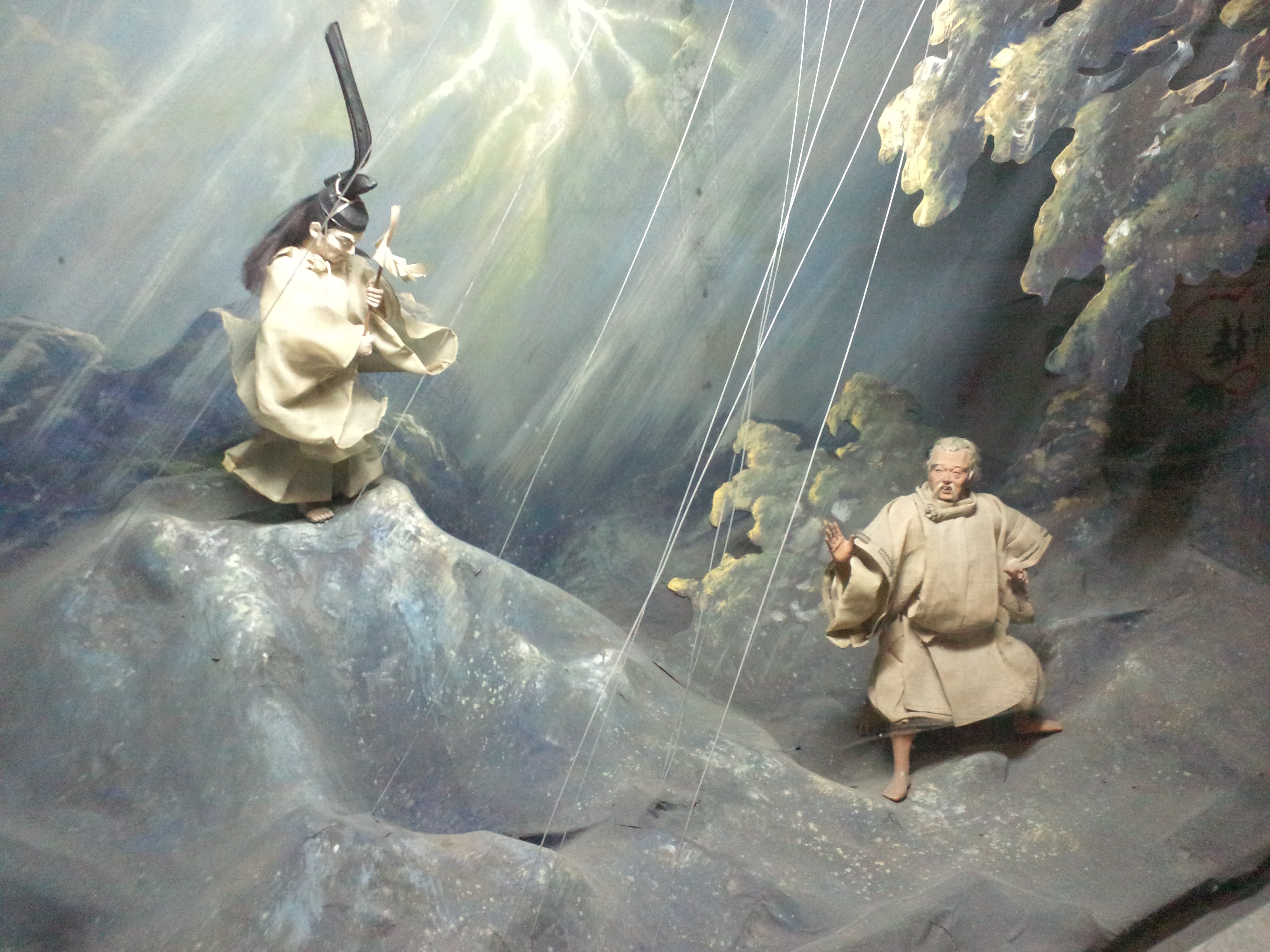
讃岐守の仁政（大阪天満宮・管公縁起）

## 歴史
発祥には諸説があり、陶師（すえし）の中ノ子家、博多祇園山笠の小堀流山笠人形の流れを汲む白水家、瓦職人の正木宗七（惣七）の3説が有力とされていたが、現在では学術的研究が進み、1600年代に博多の町で陶師を営んでいた中ノ子家より転業した中ノ子安兵衛・吉兵衛親子と、小堀流山笠人形の流れを汲む白水家との複合的要因が最も有力とされている。「中ノ子」の苗字由来にはこれまで諸説あり、「源氏の流れをひく残党の一部に3人の兄弟がおり、この兄弟の真ん中の子が中ノ子を名乗った伝説による」等としている書籍や、それに準じた引用を行っているWebサイトがあるが、これらは歴史的根拠も無く、間違った記述である。
中ノ子家の歴史は古く、中世に瀬戸内海の豪族である越智・河野通継（おち・こうのみちつぐ）の四男・通成（みちなり）の子で、母方の「中ノ子」姓を名乗ったことを祖とする。「中ノ子」は本来「仲子」と書き、「なかのこ」という苗字はそれより以前の800年代より、山口県二俣神社の歴代宮司である「仲子」氏として知ることができる。この宮司系である仲子が越智・河野家に嫁ぎ、その子が人偏の取れた「中ノ子」を名乗ったというのが、現在の通説とされている。中ノ子・仲子・中野子・中子・中之子といった、読みが「なかのこ」になる苗字は、一類同属であると古文書に記されている(築山本『河野家系譜』大山積神社古文書。)
1400年代～1500年代の記録は少ないが、1600年（慶長5年）からの記録が、檀家である博多・宗玖寺の過去帳に残されている。それによれば、「初代陶師」として中ノ子長右衛門が下祇園町に住んでいたことが記録されており、陶器等を作っていたものと思われる(宗玖寺『過去帳』宗玖寺。)。大乗寺前町に住んでいた8代陶師中ノ子長右衛門 (安兵衛) が、幕府の規制により長男・9代長右衛門 (長伝) に家業の陶師を継がせ、次男・長四郎(吉兵衛)には土産品向け土人形の制作を行なわせた事が、博多人形の祖である博多素焼人形の起こりである。
その後、安兵衛・吉兵衛親子が制作した土産品向け土人形は広く博多の町に広がり、諸国貿易（全国流通）も盛んに行なわれるようになり、師弟関係による同業者が増えていった。1821年頃（文政4年頃）のことである。1890年（明治23年）に、第3回内国勧業博覧会が行なわれ、その際に出品していた博多素焼人形が好評を博し表彰されるが、この表彰状に「博多人形」とだけ記されていたため、これが公に広まり博多人形の誕生となる。よって、博多人形の誕生は1800年代であり約200年の歴史がある。また、中ノ子家の陶器制作までを含めると、約400年の歴史ということができる。1976年に人形の部で伝統的工芸品として通商産業大臣の指定を受ける。中ノ子家直系の人形師は現在、現代博多人形作家の中ノ子富貴子、基高 (親子) 、古形博多人形作家の中ノ子勝美、佳美（親子）がいる。
他に、中ノ子家には博多人形とは異なる独自の色焼込人形である「中ノ子焼人形」が中ノ子吉三郎の時代より伝わっているという。色焼込人形は、人形が生地の状態（焼く前の状態）においてすべて彩色されており、素焼温度（800度～850度）よりも遥かに高い温度で焼き付けることによって、焼き上がりの状態で完全な発色が完了するものという。年間1本～数本の供給しかなく、非常に価値の高い作品であるという。
正木家は1600年（慶長5年）に正木宗七が福岡藩御用瓦師として、博多の地に移り住んでいる。中ノ子安兵衛・吉兵衛の住む下祇園町とは隣同士の町に住むなど、技術協力があったかのように推測できるが、正木家は瓦土を使用した瓦及び焼物を作っており、その技法は「宗七焼」（惚七焼とも）と呼ばれる一子相伝の技を妙とするため、近似である博多素焼人形との技術協力があったとは考えられない。よって現在では、正木家及び宗七焼は、博多人形に多少の文化的影響力を持っていたと推測されるものの、交流は全く無かったと考えられている。正木家及び一子相伝の宗七焼は、1873年（明治6年）に没した6代目弘茂によって、途絶えている。現在の博多人形作家の師弟関係の中に、正木家の流れを汲むものは居らず、また正木家において博多素焼人形及び博多人形が焼かれたという記録・作品も無い。
白水家は小堀家の流れを汲む家である。小堀家は京都の細工人形師であり、現在より500年以上前に博多櫛田神社境内に移り住み、山笠人形の制作を代々行っていた。櫛田神社に移り住んでから代々、小堀家は山笠人形の独占制作を行ってきたが、明治維新と共にその制作権も自然消滅し、13代目善之助の時、山笠人形の制作を廃業して貸家業に転業した。
なお、博多祇園山笠で用いる山笠人形は博多人形師が代々制作していたものと思われているが、実際には(少なくとも明治以前では)小堀家のみが独占的に制作を許されたもので、他のものによる制作は許されなかった。その小堀家細工人形の流れを汲むのが初代白水仁作で、白水家直系の人形師は現在、現代博多人形師の白水英章が居る。師弟系譜に見る白水六右衛門・白水栄蔵・白水六三郎系とは別系統。

## 世界人類風俗人形
博多人形は、1890年（明治23年）の第3回内国勧業博覧会と1900年（明治33年）のパリ万国博覧会に出品され、その名は国内のみならず、海外でもたいへん話題となった。現在、東京大学総合研究博物館には、パリ万博で話題を集めた博多人形の技法を用いた「世界人類風俗人形」が収蔵されている。これは、1910年（明治43年）から1913年（大正2年）にかけて製作されたもので、かつては開発者である井上清助の名を付して「井上式地歴標本」とよばれていた。井上は、東京帝国大学の人類学教授坪井正五郎や松村瞭などの当時の第一級の学者を監修者に仰ぎ、服飾の歴史や民族の差異を学ぶ人類学や民俗学などの教材として人形を開発した。同種のものとしては、「日本帝国人種模型」がある。
「世界人類風俗人形」は、きわめて彩色豊かに精緻につくられており、当時の売価は1体あたり1円50銭ほどであったという。
井上清助には、中ノ子家より中ノ子吉兵衛の孫、中ノ子キクが嫁入りしており、この際に中ノ子家から多くの人形型や技法が井上清助に渡った。

## 製法
博多人形は、素焼き土人形である。古い時代の博多人形は、以下の工程である。
1. 粘土で原型を作り、原型を乾燥させる（場合によっては焼成する）
2. 乾燥した粘土を、板状にした柔らかい粘土で覆い、型を取る
3. 型の粘土を焼成する
4. 焼成した粘土型に柔らかい粘土を押し込み、複製を作る（人形内部は中空）
5. 複製を焼成する
6. 貝殻を細かく砕いて作った胡粉の中に漬ける
7. 彩色し、完成

一方、現代の博多人形は、以下の工程である。
1. 粘土で原型を作る
2. 生乾きの状態の原型に石膏を掛け、石膏型を取る
3. 石膏型に粘土を押し込み、複製を作る（人形内部は中空）
4. 複製を焼成する
5. 胡粉、または化学塗料にて白く着色し、その後、彩色をして完成。

上記5の中で、化学塗料を使う工程は本来禁止されていたが、昭和初期に主に輸出用として人形を作り始めた際、大量生産をする過程でどうしても胡粉彩色が不可能になり、工程として許可された経緯がある。現在では主に、数百円 - 数万円程度の博多人形には化学塗料が、数万円 - 数十万円の博多人形には胡粉彩色が行われているが、伝統を守るという意味では、胡粉彩色の博多人形こそ本来の形と言える。

## 博多人形の代表的なジャンル
- 能もの
- 歌舞伎もの
- 美人もの

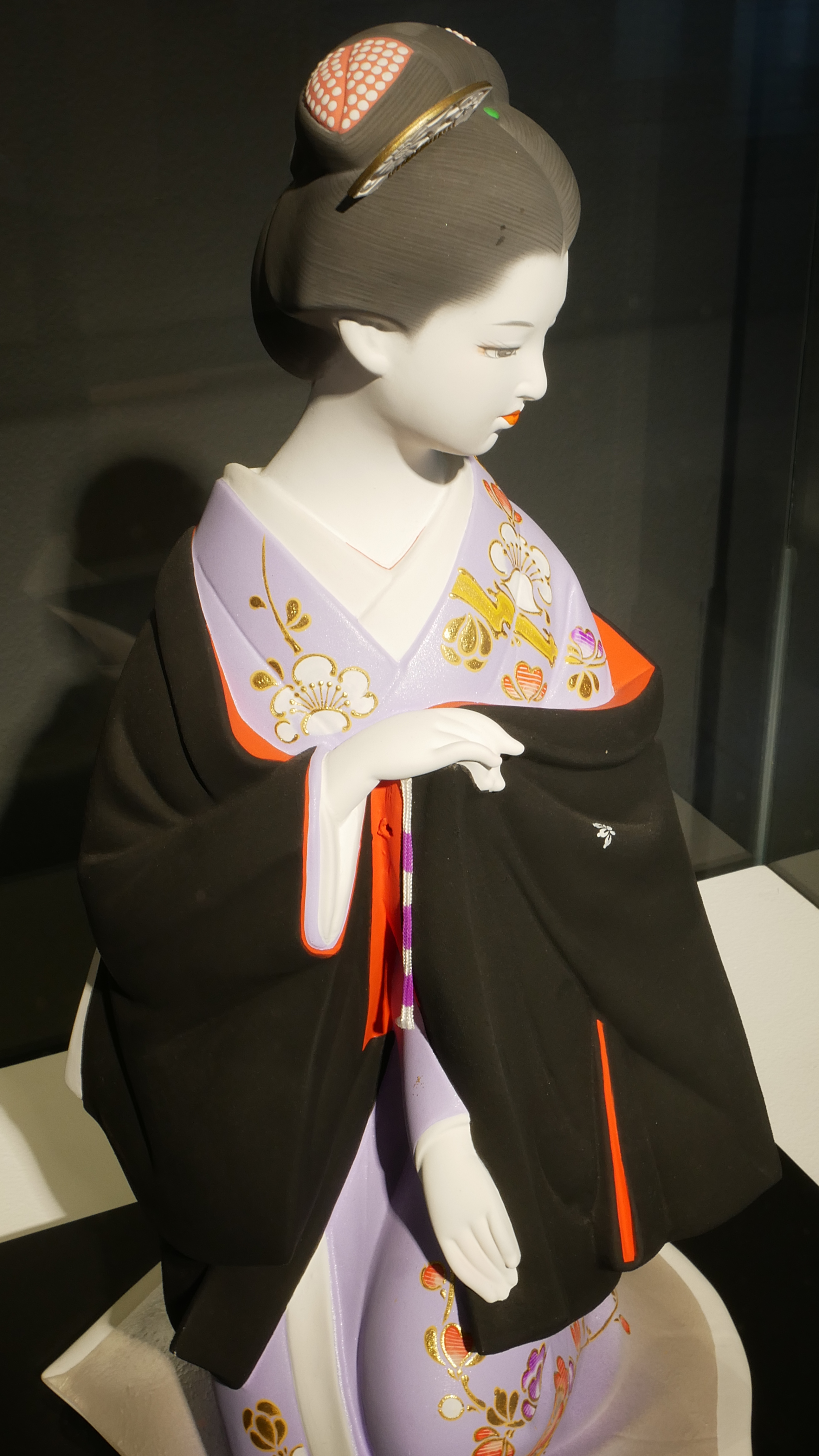
田中勇博多人形

- - 博多人形を代弁するジャンルとして知られるが、時代の美人の移り変わりによって、人形の表現も大きく変化している。
- 武者もの
- 縁起もの
  - 恵比寿、大黒天などの七福神。福助、お福などが有名。

- 童もの

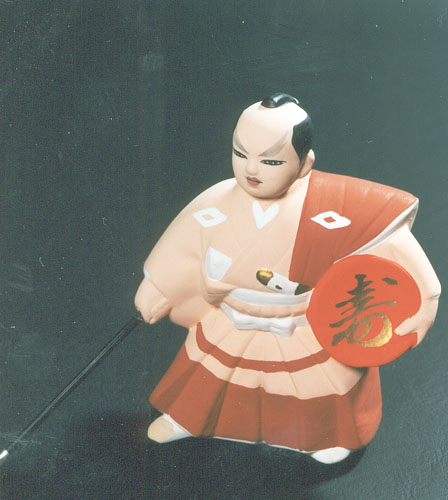
黒田節

  - 美人ものと並んで、時代の変化をとりいれた表現がためされているジャンル。
- 節句もの
  - ひな人形が代表的。桃太郎などもある。
- 道釈もの
  - 仏教や、道教にまつわる説話に題材をとる。十牛図になぞらえた牛乗りの少年など。
- 玩具
  - 箱庭道具、おはじき、土笛など。
- 干支もの

その他にカテゴリー別けとして、「古形博多人形」と「現代博多人形」の2つがある。
古形博多人形は主に、中ノ子吉兵衛時代の面影を残す「中ノ子型」と呼ばれる伝統的な造形を特徴とするもので、中ノ子型から派生した今宿人形や津屋崎人形もこの形を基本としている。土型が主流であり、一部は「博多人形祖型」として福岡県民俗文化財（福岡県指定文化財一覧）に指定されている。現在では中ノ子勝美が制作した人形が一部で流通している。
現代博多人形は、中ノ子吉三郎が初代組合長を務めた現・博多人形商工業協同組合の組合員で構成される人形師が制作する人形で、石膏型を用いた造形を特徴とする人形である。

## 師弟関係
博多人形は前述の通り、直系としての中ノ子家、及び白水家の2つから起こっており、その他に師匠を持たない傍系がある。中ノ子家は初代陶師中ノ子長右衛門を祖として現在14代目（基高）だが、博多人形の起こり（8代陶師長右衛門 = 安兵衛）を祖として6代目である。白水家は初代白水仁作を祖として現在7代目（英章）である。
なお、人形師系譜を見ると10代陶師長四郎（吉兵衛）の弟子に白水六右衛門という名を見るが、これは中ノ子家の弟子であり、ここに記している小堀流細工人形の流れを汲む白水家とは関係がない。

## 参考資料
- 『麟翁寺関係資料』 麟翁寺（福岡県嘉麻市大隈。母里太兵衛友信を開基とする母里家菩提寺）蔵
- 『宗玖寺過去帳』 宗玖寺（福岡県福岡市東区。1600年開基。中ノ子家菩提寺。）蔵
- 『広島県山県郡史の研究』 広島県立古文書館蔵
- 『山口県風土記』 山口県立古文書館蔵
- 『山口県文化史年表』 山口県立図書館
- 『母里家関係資料』 母里市兵衛忠一（母里友信の傍系）蔵